# Ludwig Kaschke
Ludwig Kaschke (* 1947 in Berlin) ist ein deutscher Schauspieler und Hörspielsprecher.

## Leben
Kaschke lebt in Hamburg und Wien.

## Filmographie (Auswahl)
- 1977: Direktion City
- 1978: Wahnsinn, das ganze Leben ist Wahnsinn
- 1983: Die wilden Fünfziger
- 1983: Reifenwechsel
- 1984: Die tollen Fünfziger
- 1985: … Erbin sein – dagegen sehr
- 1985: Ami go home!
- 1985: Es muß nicht immer Mord sein
- 1989: Sternberg – Shooting Star
- 1992: Der Feldherrnhügel
- 2003: Familienkreise
- 2006: Tom Turbo
- 2010: Exodos
- 2010: Der Mann mit dem Fagott
- 2010: Der Edelweißkönig
- 2011: Michael
- 2011: Plötzlich fett!
- 2011: Oma wider Willen
- 2018: Universum History

## Hörspiele (Auswahl)
- 1976: Eugène Labiche: Die Reisen des Monsieur Perrichon – Regie: Rolf von Goth (Hörspielbearbeitung – SFB)
- 1980: Ilja Warschawski: Die Flucht (Befreier) – Regie: Robert Matejka (Hörspielbearbeitung, Kurzhörspiel, Science-Fiction-Hörspiel – SFB)
- 1983: Hans Lajta: El Salvador oder die Frage nach der Alternative (Peter) – Regie: Dagobert Glienke (Original-Hörspiel – ORF Niederösterreich)

Quellen: ARD-Hörspieldatenbank und Ö1-Hörspieldatenbank